# Молодіжний чемпіонат світу з хокею із шайбою 2015 (склади команд)
Склади команд-учасниць фінального турніру молодіжного чемпіонату світу з хокею із шайбою 2015 року. Склад кожної збірної на чемпіонататі світу 2015 складається не менше ніж з 15 польових гравців (нападники і захисники) і 2 воротарів, і не більше ніж 20 польових гравців і 3 воротарів

## Група А

### Фінляндія
Воротарі
| №  | Гравець     | Хват | Зріст  | Вага  | Дата народження | Команда         |
| -- | ----------- | ---- | ------ | ----- | --------------- | --------------- |
| 30 | Вілле Хуссо | Л    | 190 см | 94 кг | 6 лютого 1995   | ГІФК Гельсінкі  |
| 31 | Юусе Сарос  | Л    | 190 см | 94 кг | 19 квітня 1995  | ГПК Гямеенлінна |

Захисники
| №  | Гравець          | Хват | Зріст  | Вага   | Дата народження | Команда                                |
| -- | ---------------- | ---- | ------ | ------ | --------------- | -------------------------------------- |
| 2  | Самі Ніку        | Л    | 183 см | 80 кг  | 10 жовтня 1996  | ЮІП Ювяскюля                           |
| 4  | Міка Ільвонен    | Л    | 173 см | 74 кг  | 27 лютого 1995  | Сент-Клаудський державний унів. (NCAA) |
| 5  | Алексі Мякеля    | Л    | 188 см | 94 кг  | 8 лютого 1995   | Ільвес Тампере                         |
| 6  | Йоонас Люютінен  | Л    | 185 см | 70 кг  | 4 квітня 1995   | КалПа Куопіо                           |
| 7  | Атте Мякінен     | П    | 191 см | 92 кг  | 17 травня 1995  | Таппара Тампере                        |
| 9  | Юліус Хонка А    | П    | 179 см | 80 кг  | 3 грудня 1995   | Техас Старс (АХЛ)                      |
| 23 | Алекс Лінтуніємі | Л    | 192 см | 105 кг | 23 вересня 1995 | Оттава Сіксті-Севенс (ОХЛ)             |

Нападники
| №  | Гравець            | Хват | Зріст  | Вага  | Дата народження   | Команда           |
| -- | ------------------ | ---- | ------ | ----- | ----------------- | ----------------- |
| 10 | Юусо Іконен        | П    | 175 см | 80 кг | 3 січня 1995      | ЮІП Ювяскюля      |
| 11 | Ханнес Бйорнінен   | Л    | 185 см | 85 кг | 19 жовтня 1995    | Пеліканс Лахті    |
| 13 | Єссе Пулюярві      | П    | 190 см | 89 кг | 7 травня 1998     | Кярпят Оулу       |
| 16 | Мікко Рантанен     | Л    | 193 см | 95 кг | 29 жовтня 1996    | ТПС Турку         |
| 19 | Антті Калапудас    | Л    | 182 см | 73 кг | 22 липня 1996     | Кярпят Оулу       |
| 20 | Ніко Оямякі        | П    | 181 см | 80 кг | 17 червня 1995    | Ессят Порі        |
| 21 | Алексі Мустонен А  | Л    | 175 см | 75 кг | 28 березня 1995   | Ільвес Тампере    |
| 22 | Роопе Хінтс        | Л    | 187 см | 73 кг | 17 листопада 1996 | Ільвес Тампере    |
| 24 | Каспері Капанен    | П    | 183 см | 82 кг | 23 липня 1996     | КалПа Куопіо      |
| 26 | Себастьян Аго      | Л    | 181 см | 78 кг | 26 липня 1997     | Кярпят Оулу       |
| 27 | Юліус Вяхятало     | Л    | 197 см | 90 кг | 23 березня 1995   | ТПС Турку         |
| 28 | Арттурі Лехконен С | Л    | 181 см | 74 кг | 4 липня 1995      | Фрелунда Гетеборг |
| 29 | Отто Раухала       | Л    | 180 см | 91 кг | 12 квітня 1995    | Таппара Тампере   |

Тренерський штаб
| Функція              | Ім'я              | Громадянство | Дата народження |
| -------------------- | ----------------- | ------------ | --------------- |
| Головний тренер      | Ханну Йортікка    | Фінляндія    | 16 грудня 1956  |
| Асистент тренера     | Мікко Хаапакоскі  | Фінляндія    | 19 січня 1967   |
| Асистент тренера     | Петрі Кар'ялайнен | Фінляндія    | 9 червня 1980   |
| Асистент тренера     | Мійка Кіпрусофф   | Фінляндія    | 26 жовтня 1976  |
| Генеральний менеджер | Тімо Бекман       | Фінляндія    | 24 червня 1956  |

### Канада
Воротарі
| №  | Гравець       | Хват | Зріст  | Вага  | Дата народження | Команда                   |
| -- | ------------- | ---- | ------ | ----- | --------------- | ------------------------- |
| 1  | Ерік Комрі    | Л    | 185 см | 77 кг | 6 липня 1995    | Трай-Сіті Американс (ЗХЛ) |
| 31 | Закарі Фукале | Л    | 188 см | 82 кг | 28 травня 1995  | Квебек Ремпартс (QMJHL)   |

Захисники
| №  | Гравець            | Хват | Зріст  | Вага  | Дата народження | Команда                       |
| -- | ------------------ | ---- | ------ | ----- | --------------- | ----------------------------- |
| 2  | Джо Гіккетс        | Л    | 173 см | 84 кг | 4 травня 1996   | Вікторія Роялс (ЗХЛ)          |
| 3  | Діллон Гітерінгтон | Л    | 193 см | 93 кг | 9 травня 1995   | Свіфт-Каррент Бронкос (ЗХЛ)   |
| 4  | Медісон Бові       | П    | 188 см | 92 кг | 22 квітня 1995  | Келоуна Рокетс (ЗХЛ)          |
| 5  | Самюель Морен      | Л    | 201 см | 95 кг | 12 липня 1995   | Рімускі Осеанік (QMJHL)       |
| 6  | Ші Теодор          | Л    | 185 см | 84 кг | 3 серпня 1995   | Сієтл Тандербердс (ЗХЛ)       |
| 7  | Джош Морріссі      | Л    | 183 см | 84 кг | 28 березня 1995 | Прінс-Альберт Рейдерс (ЗХЛ)   |
| 25 | Дарнелл Нерс       | Л    | 185 см | 84 кг | 4 лютого 1995   | Су-Сент-Марі Грейхаундс (ОХЛ) |

Нападники
| №  | Гравець            | Хват | Зріст  | Вага   | Дата народження  | Команда                   |
| -- | ------------------ | ---- | ------ | ------ | ---------------- | ------------------------- |
| 9  | Брейден Пойнт      | П    | 175 см | 73 кг  | 13 березня 1996  | Мус-Джо Ворріорс (ЗХЛ)    |
| 10 | Ентоні Дюклер      | Л    | 180 см | 83 кг  | 26 серпня 1995   | Нью-Йорк Рейнджерс        |
| 16 | Макс Домі          | Л    | 175 см | 84 кг  | 2 березня 1995   | Лондон Найтс (ОХЛ)        |
| 17 | Коннор Мак-Девід А | Л    | 185 см | 85 кг  | 13 січня 1997    | Ері Отерс (ОХЛ)           |
| 18 | Джейк Віртанен     | П    | 183 см | 94 кг  | 17 серпня 1996   | Калгарі Гітмен (ЗХЛ)      |
| 19 | Нік Петан          | Л    | 175 см | 78 кг  | 22 березня 1995  | Портленд Вінтергокс (ЗХЛ) |
| 20 | Нік Пол            | Л    | 191 см | 100 кг | 20 березня 1995  | Норт-Бей Бетальєн (ОХЛ)   |
| 21 | Нік Рітчі          | Л    | 191 см | 103 кг | 5 грудня 1995    | Пітерборо Пітс (ОХЛ)      |
| 22 | Фредерік Готьє     | Л    | 193 см | 98 кг  | 26 квітня 1995   | Рімускі Осеанік (QMJHL)   |
| 23 | Сем Райнгарт А     | П    | 185 см | 84 кг  | 6 листопада 1995 | Кутеней Айс (ЗХЛ)         |
| 26 | Кертіс Лазар С     | П    | 185 см | 84 кг  | 2 лютого 1995    | Оттава Сенаторс           |
| 28 | Лоусон Краус       | Л    | 191 см | 91 кг  | 23 червня 1997   | Кутеней Айс (ЗХЛ)         |
| 29 | Роббі Фаббрі       | Л    | 178 см | 81 кг  | 22 січня 1996    | Гвелф Сторм (ОХЛ)         |

Тренерський штаб
| Функція          | Ім'я           | Громадянство | Дата народження |
| ---------------- | -------------- | ------------ | --------------- |
| Головний тренер  | Бенуа Гру      | Канада       | 30 січня 1968   |
| Асистент тренера | Дейв Лоурі     | Канада       | 14 лютого 1965  |
| Асистент тренера | Мартін Реймонд | Канада       | 14 червня 1967  |
| Асистент тренера | Скотт Вокер    | Канада       | 19 липня 1973   |

### США
Воротарі
| №  | Гравець                | Хват | Зріст  | Вага  | Дата народження | Команда                       |
| -- | ---------------------- | ---- | ------ | ----- | --------------- | ----------------------------- |
| 29 | Брендон Галверсон      | Л    | 193 см | 86 кг | 29 березня 1996 | Су-Сент-Марі Грейхаундс (ОХЛ) |
| 30 | Тетчер Демко           | Л    | 191 см | 87 кг | 8 грудня 1995   | Бостонський коледж (NCAA)     |
| 31 | Александер Неделькович | Л    | 183 см | 87 кг | 7 січня 1996    | Плімут Вейлерс (ОХЛ)          |

Захисники
| №  | Гравець          | Хват | Зріст  | Вага  | Дата народження | Команда                          |
| -- | ---------------- | ---- | ------ | ----- | --------------- | -------------------------------- |
| 2  | Ноа Ганіфін      | Л    | 191 см | 93 кг | 25 січня 1997   | Бостонський коледж (NCAA)        |
| 3  | Ієн Мак-Кошен    | Л    | 191 см | 93 кг | 5 серпня 1995   | Бостонський коледж (NCAA)        |
| 4  | Вілл Бутчер А    | Л    | 178 см | 91 кг | 6 січня 1995    | Денверський унівіверситет (NCAA) |
| 6  | Раєн Коллінз     | П    | 178 см | 91 кг | 6 травня 1996   | Міннесотський університет (NCAA) |
| 23 | Зак Веренскі     | Л    | 188 см | 97 кг | 6 травня 1996   | Мічиганський університет (NCAA)  |
| 24 | Ентоні Деанджело | П    | 180 см | 80 кг | 6 травня 1996   | Сарнія Стінг (ОХЛ)               |
| 96 | Брендон Карло    | П    | 196 см | 88 кг | 6 травня 1996   | Трай-Сіті Американс (ЗХЛ)        |

Нападники
| №  | Гравець        | Хват | Зріст  | Вага   | Дата народження | Команда                             |
| -- | -------------- | ---- | ------ | ------ | --------------- | ----------------------------------- |
| 7  | Джей Ті Комфер | П    | 180 см | 84 кг  | 8 квітня 1995   | Мічиганський університет (NCAA)     |
| 8  | Нік Шмолтц     | П    | 183 см | 78 кг  | 23 лютого 1996  | Університет Північної Дакоти (NCAA) |
| 9  | Джек Ейчел С   | П    | 185 см | 87 кг  | 26 жовтня 1996  | Бостонський університет (NCAA)      |
| 10 | Ентоні Луїс    | Л    | 170 см | 73 кг  | 10 лютого 1995  | Університет Маямі (Огайо) (NCAA)    |
| 11 | Майлз Вуд      | Л    | 185 см | 84 кг  | 13 вересня 1995 | Школа Ноубл і Грінаф (USHS)         |
| 13 | Сонні Мілано   | Л    | 180 см | 84 кг  | 12 травня 1996  | Плімут Вейлерс (ОХЛ)                |
| 14 | Тайлер Мотт    | Л    | 178 см | 84 кг  | 8 квітня 1995   | Мічиганський університет (NCAA)     |
| 15 | Джон Гейден А  | П    | 191 см | 95 кг  | 14 лютого 1995  | Єльський університет (NCAA)         |
| 17 | Алекс Тач      | П    | 191 см | 100 кг | 10 травня 1996  | Бостонський коледж (NCAA)           |
| 18 | Чейз де Лео    | Л    | 178 см | 79 кг  | 25 жовтня 1996  | Портленд Вінтергокс (ЗХЛ)           |
| 21 | Ділан Ларкін   | Л    | 183 см | 87 кг  | 30 липня 1996   | Мічиганський університет (NCAA)     |
| 22 | Гадсон Фешінг  | П    | 188 см | 94 кг  | 28 липня 1995   | Міннесотський університет (NCAA)    |
| 24 | Остон Метьюс   | Л    | 183 см | 87 кг  | 30 липня 1996   | США U18 (USDP)                      |

Тренерський штаб
| Функція              | Ім'я           | Громадянство | Дата народження |
| -------------------- | -------------- | ------------ | --------------- |
| Головний тренер      | Марк Осієцкі   | США          | 23 липня 1968   |
| Асистент тренера     | Майк Ейєрс     | США          | 16 січня 1980   |
| Асистент тренера     | Дон Гранато    | США          | 11 серпня 1967  |
| Асистент тренера     | Кевін Патрік   | США          | 6 березня 1969  |
| Генеральний менеджер | Джим Йоганссон | США          | 10 березня 1964 |

### Словаччина
Воротарі
| №  | Гравець          | Хват | Зріст  | Вага  | Дата народження | Команда             |
| -- | ---------------- | ---- | ------ | ----- | --------------- | ------------------- |
| 1  | Даніел Гібл      | Л    | 185 см | 86 кг | 28 серпня 1995  | Беррі Колтс (ОХЛ)   |
| 2  | Давід Околічаний | Л    | 175 см | 73 кг | 29 січня 1995   | Оранж 20 Братислава |
| 31 | Деніс Годла      | Л    | 180 см | 75 кг | 4 квітня 1995   | Оранж 20 Братислава |

Захисники
| №  | Гравець           | Хват | Зріст  | Вага  | Дата народження | Команда             |
| -- | ----------------- | ---- | ------ | ----- | --------------- | ------------------- |
| 4  | Міслав Росандич А | Л    | 181 см | 86 кг | 26 січня 1995   | ХК Банська Бистриця |
| 5  | Марко Гохел       | П    | 185 см | 80 кг | 30 січня 1995   | Оранж 20 Братислава |
| 7  | Домінік Єндрол    | Л    | 183 см | 80 кг | 31 січня 1995   | Оранж 20 Братислава |
| 11 | Матуш Голенда     | Л    | 176 см | 75 кг | 20 квітня 1995  | Оранж 20 Братислава |
| 14 | Ерік Чернак       | П    | 192 см | 92 кг | 28 травня 1997  | ХК Кошице           |
| 15 | Патрік Бачик      | Л    | 185 см | 85 кг | 7 лютого 1995   | Оранж 20 Братислава |
| 18 | Браніслав Павук   | П    | 185 см | 85 кг | 15 липня 1995   | Оранж 20 Братислава |
| 18 | Хрістіан Ярош     | П    | 192 см | 93 кг | 2 квітня 1996   | ХК Лулео            |

Нападники
| №  | Гравець          | Хват | Зріст  | Вага  | Дата народження | Команда                     |
| -- | ---------------- | ---- | ------ | ----- | --------------- | --------------------------- |
| 8  | Патрік Койш А    | Л    | 176 см | 80 кг | 2 жовтня 1995   | Оранж 20 Братислава         |
| 9  | Самуель Петраш   | Л    | 185 см | 80 кг | 11 травня 1995  | Оранж 20 Братислава         |
| 10 | Мартін Реваї С   | Л    | 178 см | 78 кг | 2 січня 1995    | Спарта Прага                |
| 12 | Домінік Регак    | Л    | 185 см | 87 кг | 13 січня 1995   | Оранж 20 Братислава         |
| 13 | Радован Бондра   | Л    | 196 см | 96 кг | 27 січня 1997   | Оранж 20 Братислава         |
| 13 | Роберт Лантоші   | П    | 179 см | 78 кг | 27 січня 1997   | ВІК Вестерос                |
| 19 | Матуш Сукель     | Л    | 175 см | 73 кг | 23 січня 1996   | Оранж 20 Братислава         |
| 21 | Давід Шольтес    | Л    | 180 см | 83 кг | 5 лютого 1995   | Принс-Джордж Кугарс (ЗХЛ)   |
| 22 | Петер Цегларик   | Л    | 188 см | 91 кг | 2 серпня 1995   | ХК Лулео                    |
| 27 | Міхал Кабац      | Л    | 193 см | 96 кг | 1 грудня 1995   | Оранж 20 Братислава         |
| 28 | Павол Скалицький | П    | 195 см | 94 кг | 9 жовтня 1995   | Оранж 20 Братислава         |
| 29 | Матей Паулович   | П    | 190 см | 85 кг | 13 січня 1995   | Маскегон Ламберджекс (USHL) |

Тренерський штаб
| Функція              | Ім'я             | Громадянство | Дата народження  |
| -------------------- | ---------------- | ------------ | ---------------- |
| Головний тренер      | Ернест Бокрош    | Словаччина   | 25 серпня 1959   |
| Асистент тренера     | Ігор Андрейкович | Словаччина   | 1 травня 1980    |
| Асистент тренера     | Норберт Яворчик  | Словаччина   | 3 листопада 1947 |
| Асистент тренера     | Рудольф Юрченко  | Словаччина   | 6 березня 1951   |
| Генеральний менеджер | Роман Улегла     | Словаччина   | 1 березня 1962   |

### Німеччина
Воротарі
| №  | Гравець        | Хват | Зріст  | Вага  | Дата народження | Команда                  |
| -- | -------------- | ---- | ------ | ----- | --------------- | ------------------------ |
| 1  | Ілля Шаріпов   | Л    | 183 см | 82 кг | 13 лютого 1995  | Ред Булл Зальцбург       |
| 29 | Флоріан Проске | Л    | 180 см | 75 кг | 22 червня 1996  | Гайльброннер Фалькен     |
| 30 | Кевін Райх     | Л    | 186 см | 90 кг | 26 жовтня 1995  | Грін-Бей Гемблерс (USHL) |

Захисники
| №  | Гравець           | Хват | Зріст  | Вага  | Дата народження   | Команда                        |
| -- | ----------------- | ---- | ------ | ----- | ----------------- | ------------------------------ |
| 3  | Тім Бендер        | Л    | 182 см | 82 кг | 19 березня 1995   | Ред Булл Мюнхен                |
| 4  | Йонас Мюллер      | Л    | 181 см | 80 кг | 19 листопада 1995 | Айсберен Берлін                |
| 5  | Давід Трінкбергер | Л    | 193 см | 90 кг | 25 серпня 1996    | Маскегон Ламберджекс (USHL)    |
| 7  | Доріан Зафтель    | Л    | 190 см | 93 кг | 18 квітня 1995    | Гайльброннер Фалькен           |
| 9  | Патрік Курц       | Л    | 186 см | 80 кг | 10 квітня 1996    | Равенсбург Тауерстарс          |
| 12 | Кай Віссманн      | П    | 193 см | 85 кг | 22 жовтня 1996    | Дрезднер Айслевен              |
| 16 | Фабіо Вагнер А    | Л    | 182 см | 83 кг | 17 вересня 1995   | ЕРК Інгольштадт                |
| 18 | Янік Мозер А      | Л    | 180 см | 83 кг | 26 вересня 1995   | Університет штату Огайо (NCAA) |

Нападники
| №  | Гравець              | Хват | Зріст  | Вага  | Дата народження   | Команда                        |
| -- | -------------------- | ---- | ------ | ----- | ----------------- | ------------------------------ |
| 6  | Паркер Туомі         | Л    | 176 см | 77 кг | 31 жовтня 1995    | Су-Фолс Стемпід (USHL)         |
| 10 | Марк Міхаеліс        | Л    | 177 см | 76 кг | 31 липня 1995     | Грін-Бей Гемблерс (USHL)       |
| 11 | Маркус Айзеншмід С   | П    | 183 см | 80 кг | 22 січня 1995     | Медисин-Гет Тайгерс (ЗХЛ)      |
| 14 | Мануель Відерер      | П    | 183 см | 71 кг | 21 листопада 1996 | Штраубінг Тайгерс              |
| 18 | Фредерік Тіффельс    | Л    | 180 см | 83 кг | 20 травня 1995    | Вестерн Мічиган Бронкос (NCAA) |
| 19 | Ніко Штурм           | Л    | 189 см | 85 кг | 3 травня 1995     | Остін Брюїнс (NAHL)            |
| 21 | Домінік Кагун А      | Л    | 178 см | 78 кг | 2 липня 1995      | Ред Булл Мюнхен                |
| 22 | Марк Шмідпетер       | П    | 188 см | 90 кг | 3 березня 1995    | ЕРК Інгольштадт                |
| 23 | Владислав Філін      | Л    | 184 см | 80 кг | 20 березня 1995   | Ред Булл Зальцбург             |
| 25 | Фабіо Пфоль          | Л    | 180 см | 85 кг | 18 жовтня 1995    | Кельнер Гайє                   |
| 27 | Максіміліан Каммерер | Л    | 185 см | 75 кг | 28 вересня 1996   | Ред Булл Зальцбург             |
| 28 | Андреас Едер         | П    | 189 см | 81 кг | 20 березня 1996   | Ред Булл Зальцбург             |

Тренерський штаб
| Функція          | Ім'я            | Громадянство | Дата народження   |
| ---------------- | --------------- | ------------ | ----------------- |
| Головний тренер  | Пет Кортіна     | Канада       | 4 вересня 1964    |
| Асистент тренера | Гельмут де Рааф | Німеччина    | 25 листопада 1961 |
| Асистент тренера | Клаус Мерк      | Німеччина    | 26 квітня 1967    |
| Асистент тренера | Вольфганг Фішер | Німеччина    | 25 серпня 1960    |

## Група B

### Швеція
Воротарі
| №  | Гравець          | Хват | Зріст  | Вага  | Дата народження | Команда            |
| -- | ---------------- | ---- | ------ | ----- | --------------- | ------------------ |
| 1  | Самуель Вард     | Л    | 182 см | 76 кг | 19 січня 1995   | ХК Лулео           |
| 30 | Лінус Седерстрем | Л    | 193 см | 88 кг | 23 серпня 1996  | Юргорден Стокгольм |
| 35 | Фредрік Бергвік  | Л    | 186 см | 83 кг | 1 лютого 1995   | Фрелунда Гетеборг  |

Захисники
| №  | Гравець         | Хват | Зріст  | Вага  | Дата народження  | Команда                      |
| -- | --------------- | ---- | ------ | ----- | ---------------- | ---------------------------- |
| 2  | Себастьян Аго   | Л    | 178 см | 78 кг | 17 лютого 1996   | ХК Шеллефтео                 |
| 3  | Вільям Лагессон | Л    | 189 см | 90 кг | 22 лютого 1996   | Дуб'юк Файтінг-Сейнтс (USHL) |
| 5  | Робін Норелль   | Л    | 180 см | 89 кг | 18 лютого 1995   | Юргорден Стокгольм           |
| 6  | Андреас Енглунд | Л    | 191 см | 90 кг | 21 січня 1996    | Юргорден Стокгольм           |
| 7  | Юліус Бергман   | П    | 186 см | 88 кг | 2 листопада 1995 | Лондон Найтс (ОХЛ)           |
| 8  | Густав Форслінг | Л    | 182 см | 82 кг | 12 червня 1996   | ХК Лінчепінг                 |
| 14 | Роберт Хег А    | П    | 186 см | 88 кг | 2 листопада 1995 | Легай-Веллі Фантомс (АХЛ)    |

Нападники
| №  | Гравець           | Хват | Зріст  | Вага  | Дата народження | Команда                          |
| -- | ----------------- | ---- | ------ | ----- | --------------- | -------------------------------- |
| 9  | Якоб де ла Росе С | Л    | 190 см | 90 кг | 20 травня 1995  | Гамільтон Буллдогс (АХЛ)         |
| 11 | Антон Блід        | Л    | 186 см | 87 кг | 1 березня 1995  | Фрелунда Гетеборг                |
| 12 | Віктор Улофссон   | Л    | 178 см | 80 кг | 18 липня 1995   | МОДО Ерншельдсвік                |
| 20 | Адам Бродецкі     | П    | 180 см | 76 кг | 22 лютого 1995  | Брюнес Євле                      |
| 21 | Вільям Нюландер   | П    | 180 см | 77 кг | 1 травня 1996   | МОДО Ерншельдсвік                |
| 22 | Оскар Ліндблум    | Л    | 186 см | 87 кг | 15 серпня 1996  | Брюнес Євле                      |
| 23 | Лукас Валльмарк А | Л    | 183 см | 80 кг | 5 вересня 1995  | ХК Лулео                         |
| 24 | Єнс Лооке         | П    | 184 см | 85 кг | 11 квітня 1997  | Брюнес Євле                      |
| 25 | Аксель Гольмстрем | Л    | 186 см | 90 кг | 29 червня 1996  | ХК Шеллефтео                     |
| 26 | Крістоффер Ен     | Л    | 190 см | 82 кг | 5 квітня 1996   | Фрелунда Гетеборг                |
| 27 | Антон Карлссон    | Л    | 186 см | 85 кг | 3 серпня 1996   | Фрелунда Гетеборг                |
| 28 | Леон Брістедт     | Л    | 189 см | 90 кг | 1 березня 1995  | Міннесотський університет (NCAA) |
| 29 | Адріан Кемпе      | Л    | 187 см | 85 кг | 13 вересня 1996 | МОДО Ерншельдсвік                |

Тренерський штаб
| Функція          | Ім'я            | Громадянство | Дата народження  |
| ---------------- | --------------- | ------------ | ---------------- |
| Головний тренер  | Рікард Гренборг | Швеція       | 8 червня 1968    |
| Асистент тренера | Ола Берггрен    | Швеція       | 20 квітня 1958   |
| Асистент тренера | Андерс Юганссон | Швеція       | 26 квітня 1967   |
| Асистент тренера | Ніцце Ланден    | Швеція       | 7 липня 1966     |
| Асистент тренера | Томас Монтен    | Швеція       | 2 листопада 1977 |

### Росія
Воротарі
| №  | Гравець         | Хват | Зріст  | Вага  | Дата народження | Команда             |
| -- | --------------- | ---- | ------ | ----- | --------------- | ------------------- |
| 1  | Ілля Сорокін    | Л    | 188 см | 76 кг | 4 серпня 1995   | ЦСКА Москва         |
| 20 | Денис Костін    | Л    | 185 см | 83 кг | 21 червня 1995  | Авангард Омськ      |
| 30 | Ігор Шестьоркін | Л    | 183 см | 83 кг | 30 грудня 1995  | СКА Санкт-Петербург |

Захисники
| №  | Гравець              | Хват | Зріст  | Вага  | Дата народження   | Команда                 |
| -- | -------------------- | ---- | ------ | ----- | ----------------- | ----------------------- |
| 3  | Дмитро Юдін          | Л    | 188 см | 84 кг | 31 липня 1995     | СКА Санкт-Петербург     |
| 4  | Зіят Пайгін          | Л    | 197 см | 95 кг | 8 лютого 1995     | Ак Барс Казань          |
| 5  | Микита Черепанов     | Л    | 187 см | 88 кг | 19 листопада 1995 | ХК Рязань               |
| 6  | Владислав Гавриков С | Л    | 189 см | 93 кг | 21 листопада 1995 | ХК Рязань               |
| 7  | Рушан Рафіков А      | Л    | 189 см | 83 кг | 15 травня 1995    | ХК Рязань               |
| 12 | Олександр Бринцев    | Л    | 189 см | 83 кг | 21 травня 1995    | Нафтохімік Нижньокамськ |
| 24 | Рінат Валієв         | Л    | 188 см | 94 кг | 11 травня 1995    | Кутенай Айс (ЗХЛ)       |
| 29 | Іван Проворов        | П    | 183 см | 88 кг | 13 січня 1997     | Брендон Віт-Кінгс (ЗХЛ) |

Нападники
| №  | Гравець            | Хват | Зріст  | Вага  | Дата народження  | Команда                       |
| -- | ------------------ | ---- | ------ | ----- | ---------------- | ----------------------------- |
| 9  | Владислав Каменєв  | Л    | 189 см | 92 кг | 12 серпня 1996   | Металург Магнітогорськ        |
| 11 | Микола Голдобін    | Л    | 10 см  | 70 кг | 7 жовтня 1995    | ГІФК Гельсінкі                |
| 15 | Анатолій Голишев   | Л    | 180 см | 70 кг | 1 лютого 1995    | Автомобіліст Єкатеринбург     |
| 17 | Іван Фіщенко       | Л    | 188 см | 91 кг | 19 липня 1995    | Сокіл Красноярськ             |
| 18 | Максим Мамін       | Л    | 187 см | 85 кг | 13 січня 1995    | ЦСКА Москва                   |
| 19 | Павло Бучневич А   | Л    | 188 см | 80 кг | 17 квітня 1995   | Сєвєрсталь Череповець         |
| 22 | Іван Барбашов      | П    | 182 см | 79 кг | 1 грудня 1995    | Монктон Вайлдкетс (QMJHL)     |
| 23 | Олександр Шаров    | П    | 188 см | 80 кг | 5 листопада 1995 | Лада Тольятті                 |
| 25 | Олександр Дергачов | Л    | 193 см | 92 кг | 27 вересня 1996  | СКА-1946 Санкт-Петербург      |
| 26 | Володимир Брюквін  | П    | 185 см | 83 кг | 22 січня 1995    | Динамо Балашиха               |
| 27 | В'ячеслав Лещенко  | Л    | 181 см | 74 кг | 2 квітня 1995    | Атлант Митищі                 |
| 28 | Сергій Толчинський | Л    | 175 см | 75 кг | 3 лютого 1995    | Су-Сент-Марі Грейхаундс (ОХЛ) |

Тренерський штаб
| Функція              | Ім'я              | Громадянство | Дата народження |
| -------------------- | ----------------- | ------------ | --------------- |
| Головний тренер      | Валерій Брагін    | Росія        | 31 травня 1956  |
| Асистент тренера     | Олександр Бойков  | Росія        | 7 лютого 1975   |
| Асистент тренера     | Анвар Гатіатулін  | Росія        | 21 березня 1976 |
| Асистент тренера     | Євген Корєшков    | Росія        | 11 березня 1970 |
| Асистент тренера     | Володимир Куликов | Росія        | 28 травня 1981  |
| Генеральний менеджер | Олексій Кочетков  | Росія        | 29 червня 1950  |

### Чехія
Воротарі
| №  | Гравець          | Хват | Зріст  | Вага  | Дата народження | Команда              |
| -- | ---------------- | ---- | ------ | ----- | --------------- | -------------------- |
| 1  | Мірослав Свобода | Л    | 190 см | 72 кг | 7 березня 1995  | Оцеларжі Тршинець    |
| 2  | Вітек Ванечек    | Л    | 185 см | 82 кг | 9 січня 1996    | Білі Тигржі Ліберець |
| 35 | Даніел Владарж   | Л    | 195 см | 82 кг | 20 серпня 1997  | Ретиржі Кладно       |

Захисники
| №  | Гравець         | Хват | Зріст  | Вага  | Дата народження | Команда                 |
| -- | --------------- | ---- | ------ | ----- | --------------- | ----------------------- |
| 3  | Ян Коштялек     | П    | 185 см | 85 кг | 17 лютого 1995  | Рімускі Осеанік (QMJHL) |
| 4  | Ян Шчотка       | Л    | 188 см | 91 кг | 20 травня 1996  | ХК Пардубице            |
| 5  | Марек Баранек   | Л    | 185 см | 86 кг | 1 березня 1995  | ХК Літвінов             |
| 6  | Лукаш Клок      | Л    | 185 см | 85 кг | 7 червня 1995   | Вітковіце Острава       |
| 8  | Давід Немечек А | Л    | 194 см | 94 кг | 29 червня 1995  | ТПС Турку               |
| 20 | Ян Штенцел      | Л    | 176 см | 80 кг | 26 лютого 1995  | Вітковіце Острава       |
| 27 | Домінік Машин   | Л    | 188 см | 88 кг | 1 лютого 1996   | Пітерборо Пітс (ОХЛ)    |

Нападники
| №  | Гравець           | Хват | Зріст  | Вага  | Дата народження   | Команда                  |
| -- | ----------------- | ---- | ------ | ----- | ----------------- | ------------------------ |
| 7  | Даніел Воженілек  | Л    | 189 см | 90 кг | 10 лютого 1996    | ХК Пардубице             |
| 9  | Давід Пастрняк    | П    | 182 см | 86 кг | 25 травня 1996    | Провіденс Брюїнс (АХЛ)   |
| 10 | Давід Кемпф А     | Л    | 189 см | 90 кг | 12 січня 1995     | Пірати Хомутов           |
| 13 | Якуб Врана        | Л    | 183 см | 80 кг | 28 лютого 1996    | ХК Лінчепінг             |
| 14 | Павел Заха        | Л    | 191 см | 97 кг | 5 квітня 1997     | Сарнія Стінг (ОХЛ)       |
| 16 | Ян Мандат         | Л    | 184 см | 88 кг | 18 листопада 1995 | Валь-д'Ор Форерс (QMJHL) |
| 17 | Марек Ружичка     | Л    | 190 см | 83 кг | 10 квітня 1995    | Оцеларжі Тршинець        |
| 18 | Домінік Кубалик С | Л    | 187 см | 86 кг | 21 серпня 1995    | ХК Пльзень               |
| 21 | Міхаел Шпачек     | П    | 180 см | 85 кг | 9 квітня 1997     | ХК Пардубице             |
| 23 | Давід Каше        | Л    | 176 см | 73 кг | 28 січня 1997     | Пірати Хомутов           |
| 25 | Ондржей Каше      | П    | 182 см | 77 кг | 8 листопада 1995  | Пірати Хомутов           |
| 26 | Патрік Здрагал    | Л    | 183 см | 83 кг | 9 квітня 1995     | Вітковіце Острава        |
| 28 | Себастьян Горчик  | Л    | 181 см | 84 кг | 5 вересня 1995    | ХК Карлові Вари          |

Тренерський штаб
| Функція              | Ім'я              | Громадянство | Дата народження |
| -------------------- | ----------------- | ------------ | --------------- |
| Головний тренер      | Мірослав Пржерост | Чехія        | 22 січня 1963   |
| Асистент тренера     | Їржі Юрик         | Чехія        | 9 грудня 1965   |
| Асистент тренера     | Ярослав Камеш     | Чехія        | 14 серпня 1969  |
| Асистент тренера     | Павел Трнка       | Чехія        | 27 липня 1976   |
| Генеральний менеджер | Петр Комерс       | Чехія        | 21 січня 1965   |

### Швейцарія
Воротарі
| №  | Гравець       | Хват | Зріст  | Вага  | Дата народження | Команда         |
| -- | ------------- | ---- | ------ | ----- | --------------- | --------------- |
| 1  | Людовік Вебер | Л    | 186 см | 85 кг | 19 серпня 1996  | Фрібур-Готтерон |
| 29 | Готьє Деклу   | Л    | 181 см | 73 кг | 23 липня 1996   | Женева-Серветт  |
| 30 | Жіль Сенн     | Л    | 195 см | 87 кг | 1 березня 1996  | ХК Давос        |

Захисники
| №  | Гравець          | Хват | Зріст  | Вага  | Дата народження   | Команда                |
| -- | ---------------- | ---- | ------ | ----- | ----------------- | ---------------------- |
| 2  | Міхаель Фора     | П    | 189 см | 94 кг | 31 жовтня 1995    | Камлупс Блейзерс (ЗХЛ) |
| 5  | Мірко Мюллер А   | Л    | 191 см | 93 кг | 21 березня 1995   | Сан-Хосе Шаркс         |
| 6  | Едсон Гарлахер   | Л    | 190 см | 88 кг | 22 січня 1996     | Клотен Флаєрс          |
| 14 | Філ Балтісбергер | Л    | 185 см | 92 кг | 13 листопада 1995 | Гвелф Сторм (ОХЛ)      |
| 20 | Сімон Кіндші     | Л    | 190 см | 96 кг | 11 травня 1996    | ХК Давос               |
| 25 | Йонас Зігенталер | Л    | 189 см | 97 кг | 6 травня 1997     | ЦСК Лайонс Цюрих       |
| 14 | Яннік Ратгеб С   | П    | 185 см | 91 кг | 24 жовтня 1995    | Плімут Вейлерс (ОХЛ)   |

Нападники
| №  | Гравець       | Хват | Зріст  | Вага  | Дата народження   | Команда                  |
| -- | ------------- | ---- | ------ | ----- | ----------------- | ------------------------ |
| 9  | Міхаель Гюглі | П    | 183 см | 84 кг | 30 листопада 1995 | ХК Цуг                   |
| 10 | Кевін Фіала А | Л    | 180 см | 80 кг | 22 липня 1996     | ГВ71 Єнчепінг            |
| 12 | Джейсон Фукс  | Л    | 176 см | 79 кг | 14 вересня 1995   | ХК Амбрі-Піотта          |
| 13 | Лука Гішир    | Л    | 187 см | 87 кг | 16 лютого 1995    | ХК Берн                  |
| 15 | Кріс Шмідлі   | Л    | 179 см | 83 кг | 3 липня 1996      | Келоуна Рокетс (ЗХЛ)     |
| 16 | Денис Мальгін | П    | 175 см | 80 кг | 18 січня 1997     | ЦСК Лайонс Цюрих         |
| 18 | Кай Швері     | Л    | 178 см | 79 кг | 28 грудня 1996    | Шербрук Фінікс (QMJHL)   |
| 19 | Марк Ешліманн | П    | 180 см | 80 кг | 21 серпня 1995    | ХК Давос                 |
| 21 | Лука Фацціні  | П    | 176 см | 85 кг | 17 березня 1995   | ХК Лугано                |
| 22 | Тім Візер     | Л    | 170 см | 73 кг | 6 березня 1995    | Шербрук Фінікс (QMJHL)   |
| 24 | Піус Сутер    | Л    | 180 см | 74 кг | 22 травня 1996    | Гвелф Сторм (ОХЛ)        |
| 26 | Ноа Род       | Л    | 183 см | 87 кг | 7 червня 1996     | Женева-Серветт           |
| 28 | Тімо Маєр     | Л    | 186 см | 95 кг | 6 березня 1995    | Галіфакс Мусгедс (QMJHL) |

Тренерський штаб
| Функція              | Ім'я        | Громадянство | Дата народження |
| -------------------- | ----------- | ------------ | --------------- |
| Головний тренер      | Джон Фаст   | Канада       | 5 березня 1972  |
| Асистент тренера     | Лука Череда | Швейцарія    | 7 вересня 1981  |
| Асистент тренера     | Паулі Якс   | Швейцарія    | 25 січня 1972   |
| Генеральний менеджер | Глен Генлон | Канада       | 20 лютого 1957  |

### Данія
Воротарі
| №  | Гравець           | Хват | Зріст  | Вага  | Дата народження | Команда          |
| -- | ----------------- | ---- | ------ | ----- | --------------- | ---------------- |
| 1  | Ніколай Генріксен | Л    | 195 см | 92 кг | 25 вересня 1995 | Есб'єрг Енерджі  |
| 35 | Томас Ліллі       | Л    | 182 см | 78 кг | 11 березня 1996 | Векше Лейкерс    |
| 38 | Георг Серенсен    | Л    | 176 см | 75 кг | 15 травня 1995  | Гернінг Блу-Фокс |

Захисники
| №  | Гравець         | Хват | Зріст  | Вага   | Дата народження | Команда               |
| -- | --------------- | ---- | ------ | ------ | --------------- | --------------------- |
| 2  | Андерс Крогсгор | П    | 178 см | 77 кг  | 19 квітня 1996  | Есб'єрг Енерджі       |
| 3  | Даніель Гансен  | Л    | 180 см | 85 кг  | 19 січня 1995   | Сондерюске Войєнс     |
| 5  | Матіас Лассен   | Л    | 185 см | 82 кг  | 15 березня 1996 | Редовре Майті-Буллс   |
| 6  | Даніель Нільсен | Л    | 189 см | 112 кг | 5 травня 1995   | ХК Гвідовре           |
| 11 | Мадс Ларсен     | П    | 180 см | 72 кг  | 10 червня 1995  | Мальме Редгокс        |
| 14 | Віктор Ескерод  | Л    | 191 см | 75 кг  | 10 лютого 1995  | Гентофте Старс        |
| 18 | Сонні Гертцберг | Л    | 187 см | 85 кг  | 21 квітня 1995  | Ошава Дженералс (ОХЛ) |

Нападники
| №  | Гравець              | Хват | Зріст  | Вага  | Дата народження   | Команда                   |
| -- | -------------------- | ---- | ------ | ----- | ----------------- | ------------------------- |
| 7  | Міккель Огор С       | П    | 180 см | 81 кг | 18 жовтня 1995    | Ніагара АйсДогс (ОХЛ)     |
| 9  | Нік Олесен           | Л    | 185 см | 80 кг | 14 листопада 1995 | Оденсе Буллдогс           |
| 10 | Крістіан Єнсен       | Л    | 186 см | 90 кг | 22 січня 1996     | ХК Лулео                  |
| 15 | Андре Пісон          | Л    | 181 см | 83 кг | 18 серпня 1995    | Венатчі Вайлд (NAHL)      |
| 16 | Александр Тру        | Л    | 185 см | 81 кг | 17 липня 1997     | Сієтл Тандербердс (ЗХЛ)   |
| 17 | Маркус Нільсен       | Л    | 187 см | 88 кг | 3 квітня 1995     | ХК Рунгстед               |
| 19 | Еміль Расмуссен      | П    | 186 см | 85 кг | 14 січня 1995     | Редовре Майті-Буллс       |
| 20 | Мадс Еллер А         | Л    | 186 см | 92 кг | 25 червня 1995    | Едмонтон Ойл-Кінгс (ЗХЛ)  |
| 21 | Маттіас Асперуп      | Л    | 182 см | 77 кг | 3 березня 1995    | Мальме Редгокс            |
| 23 | Єппе Гольмберг       | Л    | 182 см | 82 кг | 14 червня 1996    | Есб'єрг Енерджі           |
| 24 | Ніколай Елерс        | Л    | 185 см | 80 кг | 14 лютого 1996    | Галіфакс Мусгедс (QMJHL)  |
| 27 | Олівер Бйоркстранд А | П    | 180 см | 79 кг | 10 квітня 1995    | Портленд Вінтергокс (ЗХЛ) |
| 28 | Серен Нільсен        | Л    | 177 см | 80 кг | 15 вересня 1996   | Есб'єрг Енерджі           |

Тренерський штаб
| Функція              | Ім'я              | Громадянство | Дата народження |
| -------------------- | ----------------- | ------------ | --------------- |
| Головний тренер      | Олаф Еллер        | Данія        | 13 червня 1960  |
| Асистент тренера     | Ернст Андерсен    | Данія        | 23 червня 1967  |
| Асистент тренера     | Дан Єнсен         | Данія        | 16 червня 1969  |
| Асистент тренера     | Мартін Струзінскі | Данія        | 10 червня 1978  |
| Генеральний менеджер | Ульрік Ларсен     | Данія        | квітень 1970    |